# Легенды мирового кино
«Легенды мирового кино» — еженедельный цикл телевизионных художественно-постановочных программ телеканала «Культура» в Культурно-просветительском жанре. Ведущий — Константин Карасик. Передача выходила с 16 января 2005 по 26 июня 2016 года. Хронометраж — 26 минут.
Со 2 октября 2016 по 16 июля 2017 года выходила похожая передача «Легенды кино» с Владиславом Ветровым, созданием которой занималась та же команда, что и над прошлым документальным циклом.

## Описание
Программа о судьбах людей, чьи имена навсегда вошли в историю мирового кинематографа.
«Каждая программа цикла „Легенды мирового кино“ — это своеобразная „легенда о легенде“, отражающая взгляд авторов передачи на жизнь и творчество знаменитых актёров и режиссёров. Благодаря увлекательным и динамичным историям, которые создают автор цикла Андрей Истратов и ведущий Константин Карасик, герои их программ — действительно „легенды мирового кино“ — на время покидают свои „бронзовые постаменты“ и превращаются в необыкновенных, но реальных, живых людей».

## Творческая группа
- Идея — Андрей Истратов
- Авторская группа: Андрей Истратов, Катя Бурлакова, Ольга Павлова, Дарья Фёдорова, Ксения Чернявская
- Оператор-постановщик — Сергей Поляков, Алексей Орлов. Руслан Шапиро, Вадим Горбатский
- Художник-постановщик — Виктория Сперанская
- Режиссёры монтажа: Андрей Истратов, Пётр Истратов, Алексей Орлов, Александр Латышенко, Игорь Морозов, Алексей Зуев, Сергей Матросов
- Директоры: Елена Соболькова, Елена Ершова, Анна Коряковцева
- Ведущий — Константин Карасик
- Режиссёр-постановщик, генеральный продюсер проекта — Андрей Истратов

## Награды
Программа, режиссёр Андрей Истратов и ведущий Константин Карасик выдвинуты на соискание премии «ТЭФИ-2007» в номинациях «Развлекательная программа: образ жизни», «Режиссёр телевизионной программы» и «Ведущий развлекательной программы».